# Rizá (ort i Grekland, Epirus)
Rizá är en ort i Grekland.   Den ligger i prefekturen Nomós Prevézis och regionen Epirus, i den västra delen av landet, 300 km väster om huvudstaden Aten. Rizá ligger 123 meter över havet och antalet invånare är 149.
Terrängen runt Rizá är kuperad. Havet är nära Rizá åt sydväst.  Närmaste större samhälle är Kanaláki, 11,3 km norr om Rizá. 